# Amateurfunk Verein Liechtenstein
Der Amateurfunk Verein Liechtenstein ist die nationale Vereinigung der Funkamateure in Liechtenstein.
Gegründet wurde er im Jahr 1986. Zweck ist die Praxis des Amateurfunks und die dazugehörige Erforschung der Hochfrequenztechnik zu fördern. Zu den Mitgliederaktivitäten gehören Amateurfunkwettbewerbe, Aktionen wie SOTA und „DXpeditionen“, sowie Sende- und Empfangstechnik, Testberichte und Bauanleitungen zu Antennen. Allmonatlich findet ein Mitgliedertreffen in Vaduz statt. Zu diesem Monatshöck sind auch andere Amateurfunkinteressierte als Gäste willkommen.
Die AFVL ist Mitglied in der International Amateur Radio Union (IARU Region 1), der internationalen Vereinigung von Amateurfunkverbänden, und vertritt dort die Interessen der Liechtensteiner Funkamateure.